# Bomolocha abscondalis
Bomolocha abscondalis là một loài bướm đêm trong họ Noctuidae.